# 高杲
高杲（1969年5月—），男，安徽宿县人，管理学博士，中华人民共和国政治人物。

## 生平
1986年进入安徽师范大学地理专业学习，1993年3月加入中国共产党，1997年9月至2000年12月于南京大学商学院企业管理专业博士研究生学习。历任长江水利委员会长江流域水资源保护局上海分局干部、工程师，安徽省芜湖市政府办公厅副主任，江苏省南京市发展计划委员会党组成员、副主任，国家计委国民经济综合司综合处调研员，国家发展改革委国民经济综合司综合处处长。
2007年9月，任国家发展改革委国民经济综合司副巡视员。2009年12月，任国家发展改革委国民经济综合司副司长。2015年9月，任国家发展改革委经济贸易司司长。其间，于2017年7月至2019年7月挂职任陕西省西安市委常委、副市长。2019年10月，任国家发展改革委副秘书长。
2022年7月，任中国矿产资源集团董事。